# دهکون
دهکون روستای کوچکی از توابع بخش کیش شهرستان بندر لنگه استان هرمزگان واقع در جنوب ایران.

## محدوده دهکون
از شمال دریا، از جنوب قرط، از مغرب دهلیز، و از سمت مشرق به لاز محدود می‌گردد.

## جمعیت
جمعیتش در حدود ۵۰ نفر می‌باشد که اهل سنت و از پیروان امام محمد ادریس شافعی هستند.
دارای مسجد، مدرسه، می‌باشد و بزبان عربی تکلم می‌کنند.

## امرار معاش
اهالی این روستا از راه صید و ماهی‌گیری امرار معاش می‌کنند. تعداد